# George IV Lasja
George IV Lasja (Georgisch: გიორგი IV ლაშა, ლაშა გიორგი, Lasja IV Giorgi) (1192 - 18 januari 1223) uit het huis Bagrationi, was koning van Georgië van 1213 tot 1223.
Hij was de zoon van Koningin Tamar van Georgië en David Soslani en werd tot mederegent benoemd door zijn moeder in 1207. Hij zette het beleid van zijn moeder voort en versterkte de feodale staat van Georgië, dat in de tijd van zijn moeder en van hem een bloeitijd beleefde. In de jaren 1210 sloeg hij een aantal opstanden neer in de moslim-vazalstaten en begon voorbereidingen te treffen om een grootschalige campagne naar Jeruzalem te beginnen ter ondersteuning van de Vijfde Kruistocht in 1220. Van deze plannen kwam echter niets terecht omdat Georgië onverwacht het doelwit bleek van een Mongoolse invasie onder Subedei. Hoewel de Mongolen tweemaal het land binnenvielen en de hoofdstad Tbilisi bedreigden en de Georgische ridderschap vernietigden, waren ze ook alweer snel verdwenen. Het was namelijk eerder een verkennings- dan een veroveringstocht, hoewel de Georgiërs dat niet wisten. In de laatste slag werd George zwaargewond en hij overleed uiteindelijk aan zijn verwondingen, zijn koninkrijk overlatend aan zijn zuster Roesoedan.
George Lasja stond bekend als een ruimdenkend mens en wordt gezien als een wijs man en een dapper soldaat, maar zijn interesse in mystiek en soefisme was niet erg in trek bij conservatieve feodale kringen. De adel en de kerkleiders weigerden zijn vrouw, die niet van adellijke afkomst was te aanvaarden en hij zag zich gedwongen van haar te scheiden. Hij had een zoon David, die later als David VII Oeloe op de troon zou komen.